# Chapadão do Lageado
Chapadão do Lageado est une ville brésilienne de l'État de Santa Catarina.

## Géographie
Chapadão do Lageado se situe dans la vallée du rio Itajaí, à une latitude 27° 35′ 27″ sud et à une longitude de 49° 33′ 14″ ouest, à une altitude de 600 mètres. Sa population était de 2 764 habitants au recensement de 2010. La municipalité s'étend sur 124 km2.
Elle fait partie de la microrégion d'Ituporanga, dans la mésorégion de la Vallée du rio Itajaí.

## Villes voisines
Chapadão do Lageado est voisine des municipalités (municípios) suivantes :
- Alfredo Wagner
- Bom Retiro
- Petrolândia
- Ituporanga